# Castrotorafe
Castrotorafe es un despoblado español de la provincia de Zamora, en la comunidad autónoma de Castilla y León. Se encuentra en la comarca de Tierra del Pan y pertenece al municipio de San Cebrián de Castro. En su mayor parte en ruinas, se vislumbran todavía la cerca, el castillo y la iglesia, saqueada por las tropas napoleónicas.
Es Monumento nacional por decreto de 3 de junio de 1931 y figura como Bien de interés cultural en la categoría de zona arqueológica.

## Geografía
Castrotorafe se encuentra en la Tierra del Pan, a una altitud de 718 m s. n. m., sobre un escarpe junto al río Esla (embalse de Ricobayo). Pertenece al municipio de San Cebrián de Castro y la localidad más cercana es Fontanillas de Castro.

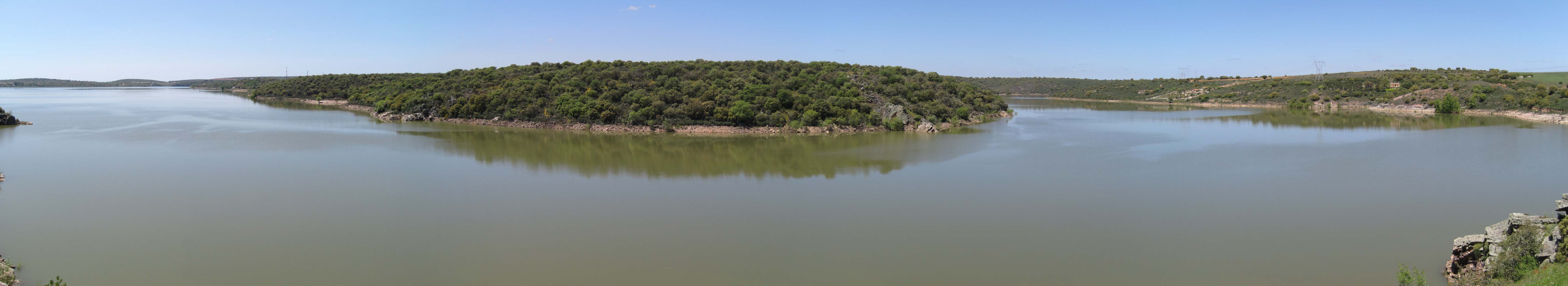
Vista panorámica del río Esla desde las ruinas de Castrotorafe

## Historia

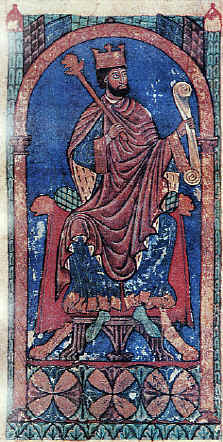
En 1129 Alfonso VII de León concedió a la villa el fuero de Zamora

Los orígenes de la población quizás se encuentren en la mansio romana de Vico Aquario, situada en la Vía de la Plata. Sin embargo, Castrotorafe no aparece mencionada hasta 1129, cuando Alfonso VII de León y su mujer Berenguela de Barcelona le conceden el fuero de Zamora y delimitan su alfoz. Con la independencia de Portugal en 1143, su importancia como emplazamiento estratégico aumentó, y es posible que la población apoyase a los separatistas lusos por lo que el monarca mandó derruir sus murallas y separar parte de Castrotorafe en favor de Moreruela.
Después de la separación de los reinos de León y de Castilla en 1157, la población creció en importancia y Fernando II de León cambió de actitud y potenció la villa.

En 1176 la Orden de Santiago, fundada un año antes, recibió Castrotorafe de manos del rey (villam dictam Castro Toraf per terminus novinssimos et antiquos), y en 1178 otorgó fuero a la villa. Años después, Urraca de Portugal, viuda del monarca, concedió la mitad del portazgo por el paso de su puente sobre el río Esla (el cual se derrumbó en el siglo XVI) a la Catedral de Zamora. A comienzos del siglo XIII, un incendio en la catedral de Zamora hizo que el monarca concediera una serie de diezmos e incentivos para su reconstrucción y para las obras del claustro. Tras la muerte de Urraca en 1211, la villa pasó a ser propiedad de don Martín, obispo de Zamora, quien también la donó a la Orden de Santiago. Sin embargo, Fernando II tomó posesión del castillo y la villa, a pesar de la oposición de los santiaguistas.
La situación política cambió nuevamente a partir de 1230 cuando se estableció una concordia entre las familias reales en la villa de Benavente, lo que resultó en la unificación de los reinos de León y de Castilla bajo Fernando III. Con dicha unión, la villa se convirtió en un importante feudo, aunque pasó a control papal.
En el siglo XIII se vio envuelta en las disputas relacionadas con la sucesión de Sancho IV de Castilla. Uno de los hechos más destacados fue la sublevación del infante Don Juan, hijo de Alfonso X el Sabio, que se proclamó rey independiente de León en 1296. Posiblemente a él se debe la construcción del castillo en una fecha anterior a 1319, puesto que para entonces ya aparece mencionado en el testamento del Infante. Poco después, la villa vuelve a manos de la Orden de Santiago, y en 1333 Alfonso XI autorizó a Vasco Rodríguez a que eligiera cinco judíos para que fuesen a habitar Castrotorafe. En 1351, el rey Pedro I el Cruel pide a la Orden santiaguista que entregue la villa a Juan Alfonso de Albuquerque pero este, al perder la confianza del monarca, se refugia en ella para más tarde huir a Portugal. El rey lo cede a Men Rodríguez de Sanabria pero con Enrique III de Castilla el poblado es arrasado como castigo al apoyo que había dado a su hermano.
La villa recuperó su protagonismo durante la Guerra de Sucesión Castellana, la cual enfrentó a Isabel la Católica y Juana la Beltraneja, siendo tomada la villa y cercado el castillo en 1475 por Alfonso V de Portugal, tal y como narran las crónicas, si bien este monarca tuvo que renunciar ante la llegada de Fernando II de Aragón a Zamora. Al año siguiente, los Reyes Católicos cercaron Zamora y llegaron a un acuerdo secreto con su alcalde, Alfonso de Valencia, quien recibiría la alcaldía de Castrotorafe. Este llevó a cabo obras en el castillo y pretendió obligar en dicha tarea a vecinos de la aldea de Pajares, lo que provocó su revuelta, fallando los Reyes Católicos a favor de los mismos en 1481. Un año antes, los Reyes hicieron saber al alcalde que debía entregar la villa a Alfonso Enríquez, conde de Alba de Aliste.
Será a partir del siglo XV cuando el derrumbe del puente y los problemas de salubridad comiencen a causar el abandono del poblado. Con el paso del tiempo, el castillo de Castrotorafe se acabó por abandonar y comenzó a deteriorarse.
Desde entonces la villa pasó a un segundo plano, y ya en 1688 se decía lo siguiente:

"En quanto a la villa de Castrotorafe esta arrasada y sin habitacion alguna sino es la iglesia y esta necesita de muchos reparos y la cerca de dicha villa esta toda aportillada y caída y el castillo y fuerte en quanto a la canteria esta bueno pero la bivienda del palacio que avia en el toda esta arrasada e inabitable y se tiene noticia que en tiempo que fue comendador el señor conde de Benavente dicho palacio se avitaba y en dicho castillo avia armas y tiros y al presente no ay cosa alguna".

En el Catastro de Ensenada de 1751 se mencionaba que solo un ermitaño habitaba el despoblado de San Pelayo, que había quedado en ruinas, al igual que el castillo, que ya estaba considerado como destruido. Sólo la iglesia quedaba por entonces en pie.[cita requerida]
La Desamortización de Mendizábal en 1798 permitió el traslado de imágenes religiosas y recursos, mientras que las ruinas del castillo fueron declaradas Bien de Interés Cultural en 1931, aunque la estructura había quedado reducida a vestigios de su antiguo esplendor.

## Patrimonio

### Castillo

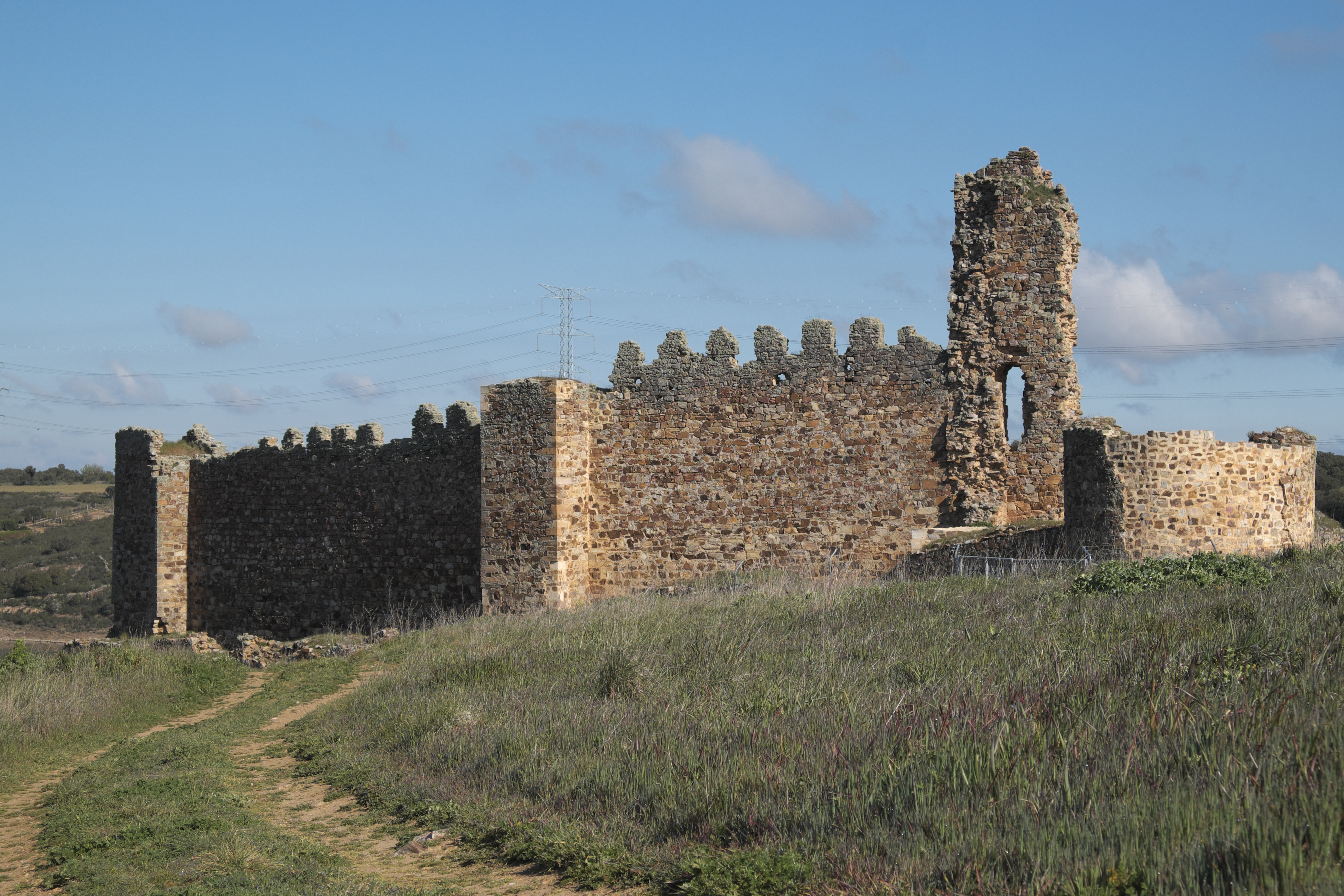
Vista exterior del castillo

Emplazado en la esquina noroeste de la villa, está constituido por dos recintos amurallados en forma de trapecio irregular. El recinto exterior es de mampostería con cubos en los ángulos, dos de los cuales aparecen reformados para la instalación de artillería. En sus muros se abrían dos puertas, una para acceder a la villa y otra para acceder al puente. La puerta oeste se llamaba Puerta de la Coraja. En cuanto al recinto interior, su planta es parecida a la del exterior, con dos torres en el lienzo sur, obra en sillarejo, más cuidada que el resto de los muros. Existía una escalera que conducía a la ronda de murallas. El espacio interior está completamente arruinado.

### Recinto amurallado

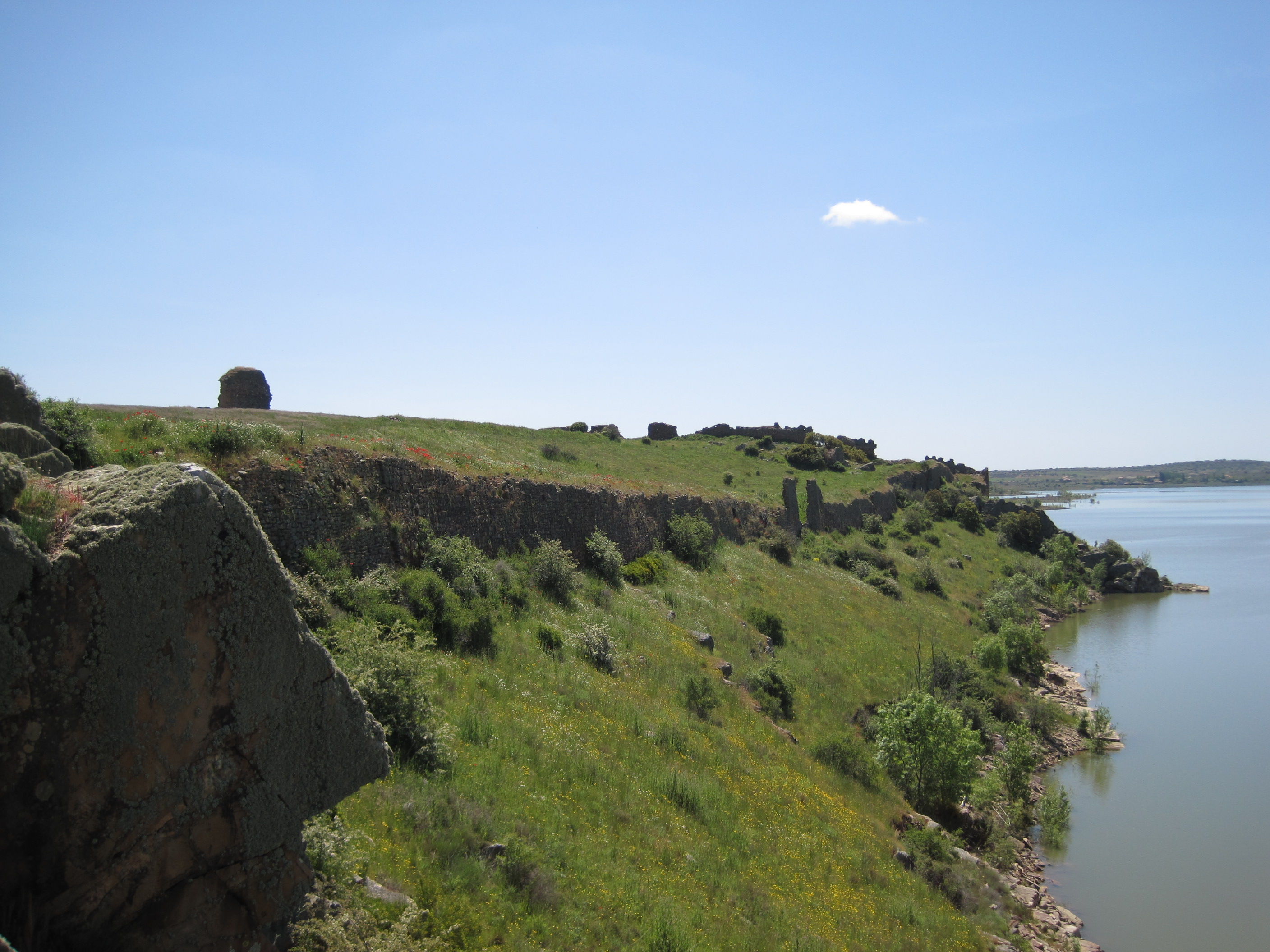
Vista del lienzo oeste de la muralla, junto al río Esla

Toda la villa, que ocupaba una extensión de 4709 m², se hallaba protegida por una cerca de piedra. Esta tenía un perímetro de más de un kilómetro y se extendía de manera irregular contando con el castillo en su esquina noroeste. Tan solo se conservan en ruinas algunos de sus lienzos.

### Puente
El puente unía el poblado, y principalmente el castillo, con el otro lado para facilitar el paso de los transeúntes. Sólo se conservan los pilares de arranque realizados en mampostería. Seguramente fuera un puente similar al puente de piedra en Zamora constando de una serie de arquerías.

### Iglesia
Apenas se conservan unas paredes en pie. En el siglo XIX la iglesia todavía se mantenía como ermita hasta su deterioro y ruina posterior debido al saqueo napoleónico y el traslado del retablo y la Virgen de Realengo a la iglesia de San Cebrián de Castro. Es posible que la iglesia tuviera una planta basilical muy común en la época.

### Aceñas
Castrotorafe gozaba de aceñas propias para abastecer al pueblo. Se conservan cuatro, pero se cree que pudo haber alguna más. Son las siguientes:
- Aceña del Igal: la más antigua de todas, debajo del castillo.
- Aceña de Flores: contaba con una gran zuda.
- Aceña de Presamediana y Pisones: se encuentran juntas a continuación de la de las Flores.
- Aceña de Santa Clara: perteneciente al Convento de Santa Clara de Zamora.

## Protección y conservación

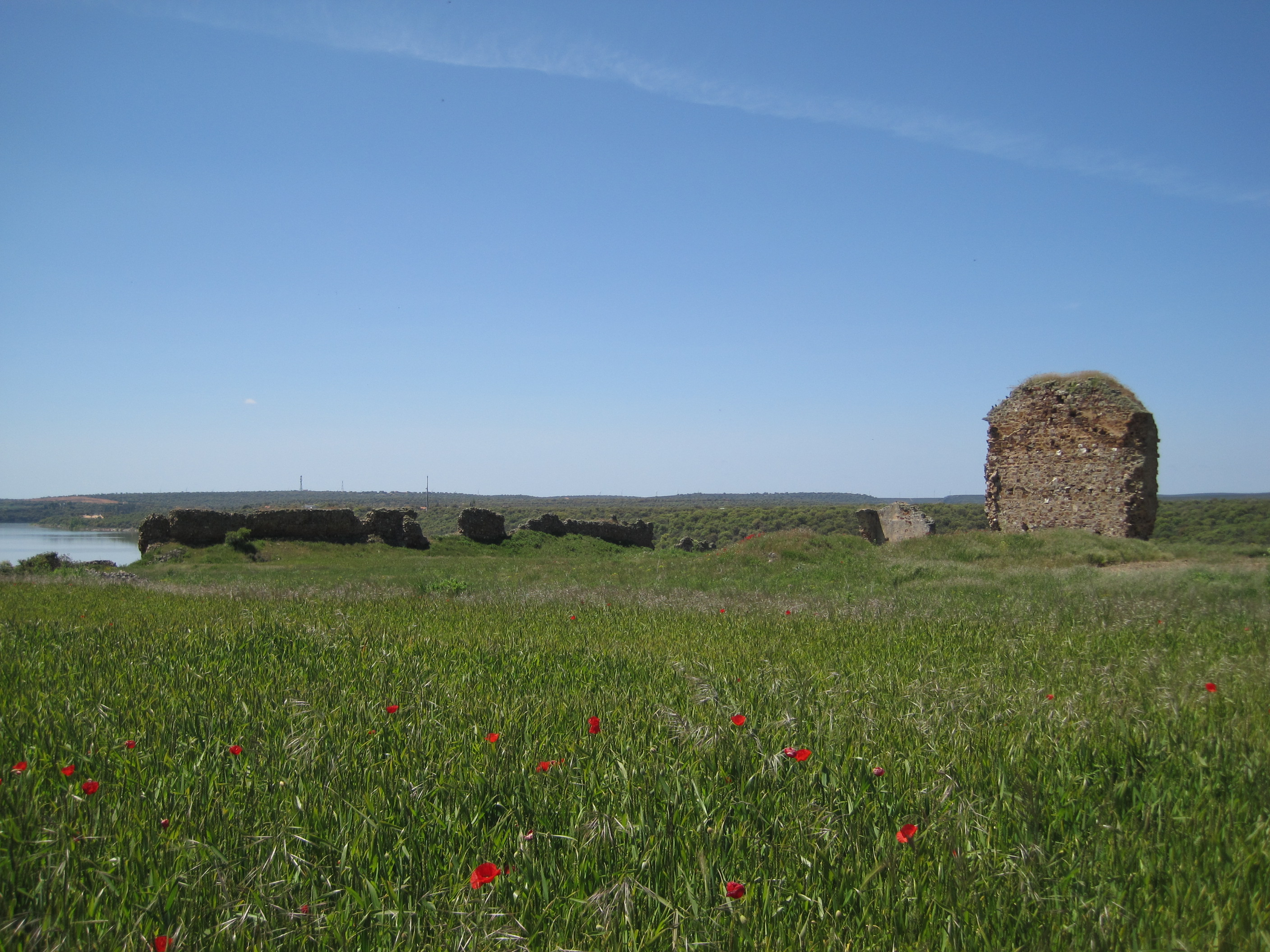
Ruinas de Castrotorafe

El despoblado de Castrotorafe es Monumento nacional por decreto de 3 de junio de 1931 y desde 1949 figura como Bien de interés cultural en la categoría de zona arqueológica. Sin embargo, todo el conjunto corre el riesgo de deterioro, desprendimiento y desaparición de los restos visibles debido al abandono y a la falta de consolidación de los mismos. Debido a ello, la asociación Hispania Nostra lo incluyó en la lista roja de patrimonio en peligro. En 2009 la Comisión de Patrimonio  de la Junta de Castilla y León autorizó la consolidación de la esquina noroeste del castillo, aunque en los últimos años son varias las ocasiones en las que se responsabilizó a la Junta del deterioro y desmoronamiento de las ruinas, siendo la última en marzo de 2010 tras el derrumbamiento de uno de los cubos del castillo.

## Accesos
El acceso al despoblado se realiza mediante una pista de tierra que parte de la N-630 al sur de la localidad de Fontanillas de Castro.